# Luossavaara
Luossavaara (płn-lap. Luossavárri) – góra w mieście Kiruna w północnej Szwecji. Szczyt ma wysokość 724 m n.p.m. Dawniej wewnątrz góry odbywała się eksploatacja złóż rudy żelaza, prowadzona przez spółkę LKAB (Luossavaara-Kiirunavaara Aktiebolag). Obecnie na zboczach Luossavaary znajduje się stok narciarski oraz ścieżka turystyczna Midnattsolstigan.